# Birliktau
Der Birliktau (auch Barlik) (kasachisch Бірліктау; chinesisch 巴爾魯克山, Pinyin Bā'ěrlǔkè Shān) ist ein Gebirgszug in der Dsungarei in Nordwestchina nahe der Grenze zu Kasachstan.
Der Gebirgszug befindet sich im Regierungsbezirk Tacheng, der zum Kasachischen Autonomen Bezirk Ili im Uigurischen Autonomen Gebiet Xinjiang der Volksrepublik China gehört.
Er erstreckt sich über eine Länge von 120 km in SW-NO-Richtung. An seinem westlichen Ende befindet sich die Dsungarische Pforte, jenseits welcher sich die Berge des Dsungarischen Alatau erheben. Südlich des Birliktau verläuft der etwas niedrigere Höhenzug Mailytau. Im Norden trennt eine Beckenlandschaft das Gebirge vom weiter nördlich gelegenen Tarbagataigebirge. Der Birliktau erreicht im Toimene eine maximale Höhe von 3242 m.
Das Gebirge besteht aus magmatischen und Sedimentgesteinen aus dem Paläozoikum sowie aus Granit. Das Gebirge ist von einer Bergsteppenlandschaft bedeckt. Es wird von bewaldeten tiefen Tälern durchschnitten.